# Entephria polata
Entephria polata is een nachtvlinder uit de familie van de spanners (Geometridae).
De spanwijdte van deze vlinder is 23 tot 32 millimeter. 
De vliegtijd is juli. De waardplanten en rups zijn niet bekend. Diverse poppen zijn in een web gevonden onder stenen.
De soort komt voor van het noorden van Fennoscandinavië tot het noordoosten van Siberië. Ook in het noorden van Noord-Amerika.